# TV Zofingen
Der TV Zofingen (abgekürzt TVZ) ist ein in Zofingen beheimateter Handballverein, ist Mitglied des Schweizerischen Handballverbandes und verfügt über mehrere Damen-, Herren- und Juniorenteams. Die Vereinsfarben sind Rot/Weiss.

## Vereinsgeschichte
Der Verein wurde 1852 gegründet. Die erfolgreichsten Jahre waren in den 1970ern und den 1980ern. In einer Finalissima gegen ZMC Amicitia Zürich wurde man in Zürich 1978 zum ersten Mal in der Vereinsgeschichte und 1983 fünf Runden vor dem Ende der Saison zum zweiten Mal Schweizer Meister. Damit war der Verein an der Teilnahme des Europapokals der Landesmeister, heute EHF Champions League, 1978/79 und 1983/84 berechtigt. Beim ersten Mal verzichtete der TV Zofingen freiwillig auf eine Teilnahme am Pokal.
Die Herren des TV Zofingen spielten lange in der zweithöchsten Spielklasse der Schweiz, der Nationalliga B bzw. 2. Liga. Auf die Saison 2024/25 hin wurde beschlossen, die bereits auf der Nachwuchs-Ebene bestehende Zusammenarbeit mit dem TV Dagmersellen auch auf den Aktiv-Bereich auszudehnen. Dabei soll je ein Team in der 1. Liga (als TV Dagmersellen) und der 2. Liga (als SG Zofingen/Dagmersellen) etabliert werden. Die Damen spielten seit der Saison 2009/10 in der damals Swiss Premium League genannten höchsten Schweizer Spielklasse. 2022 erfolgte der Abstieg in die 2. Liga, ein Jahr später der sofortige Wiederaufstieg in die inzwischen 1. Liga genannte höchste Spielklasse.

## Erfolge
In der Saison 1983/84 setzte man sich im Europapokal bis in den Viertelfinal durch, nach Siegen über den italienischen Meister Cividin Trieste mit total 40:48 und den israelischen Meister Hapoel Rechovot mit total 43:45. Im Viertelfinal schied man dann aber gegen den späteren Gewinner des Turniers Dukla Prag mit total 38:42 aus. Ein Jahr später durfte der Verein als gesetzter Schweizer Vertreter am EHF-Pokal teilnehmen, schied dann aber in der 1. Runde gegen den damaligen ukrainischen Meister SII Saporischschja aus.
Das Herrenteam war einundzwanzig Spielzeiten in der höchsten Schweizer Spielklasse, der Nationalliga A, vertreten und belegt in der ewigen Tabelle Platz 10.

## TV Zofingen in den EHF-Wettbewerben
| Saison  | Wettbewerb                    | Runde        | Gegner             | Gesamt | Hin       | Rück      |
| ------- | ----------------------------- | ------------ | ------------------ | ------ | --------- | --------- |
| 1978/79 | Europapokal der Landesmeister | 1. Runde     | VSŽ Košice         | 32:41  | 18:25 (H) | 14:16 (A) |
| 1983/84 | Europapokal der Landesmeister | 1. Runde     | Cividin Trieste    | 48:40  | 22:20 (A) | 26:20 (H) |
| 1983/84 | Europapokal der Landesmeister | 2. Runde     | Hapoel Rechovot    | 45:43  | 25:24 (A) | 20:19 (H) |
| 1983/84 | Europapokal der Landesmeister | Viertelfinal | Dukla Prag         | 38:43  | 23:25 (H) | 15:18 (A) |
| 1984/85 | IHF-Pokal                     | 2. Runde     | SII Saporischschja | 9:17   | 9:17 (H)  | n. a.     |